# Бад-Нойштадт-ан-дер-Зале
Бад-Нойштадт-ан-дер-Зале (нем. Bad Neustadt an der Saale) — город и городская община в Германии, районный центр, курорт, расположен в земле Бавария. 
Подчинён административному округу Нижняя Франкония. Входит в состав района Рён-Грабфельд.  Население составляет 15555 человек (на 31 декабря 2010 года). Занимает площадь 36,79 км². Официальный код  —  09 6 73 114.
Городская община подразделяется на 7 городских районов.

## Население

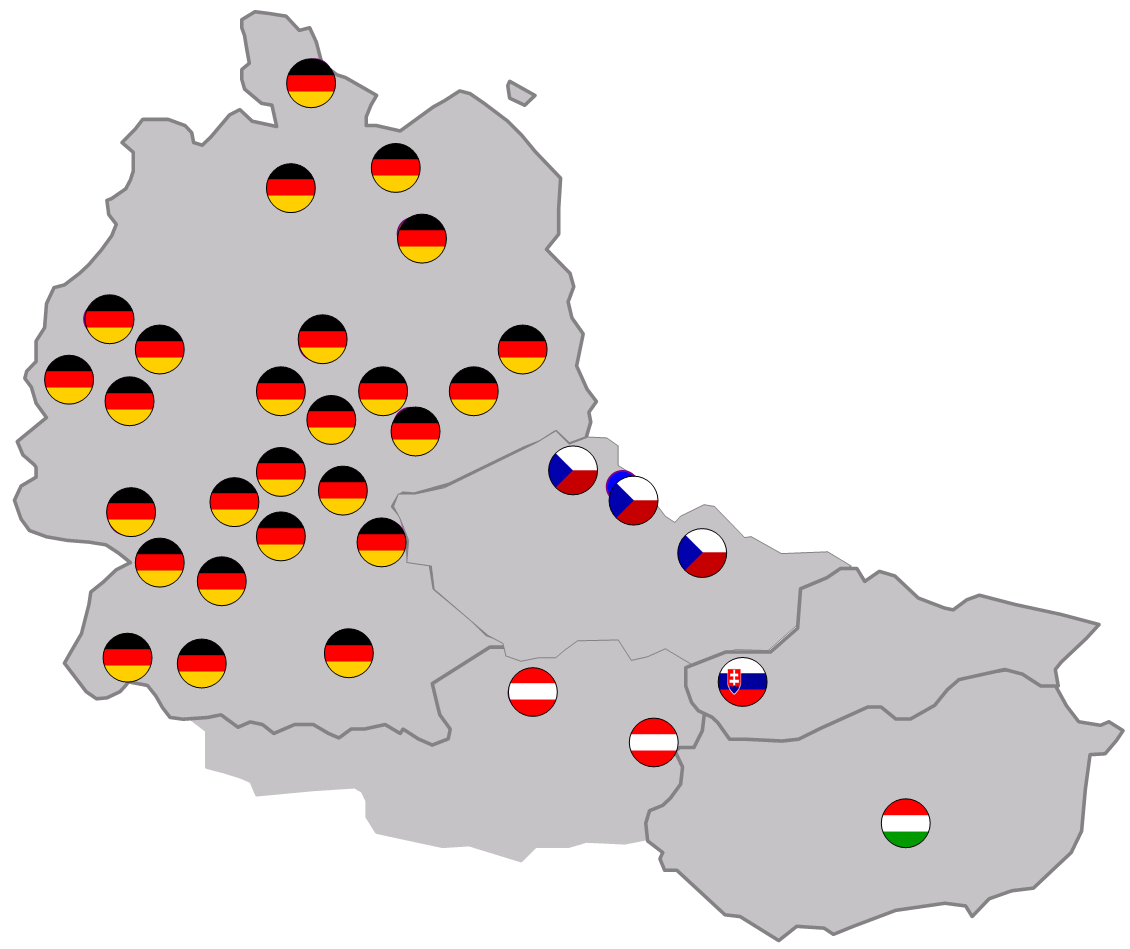
Бад-Нойштадт-на-Заале

По оценке на 31 декабря 2015 года население общины Бад-Нойштадт-ан-дер-Зале составляет 15 154 чел. 

| Дата      | 1840 | 1871 | 1900 | 1925 | 1939 | 1950  | 1961  | 1970  | 1987  | 2011  |
| --------- | ---- | ---- | ---- | ---- | ---- | ----- | ----- | ----- | ----- | ----- |
| Население | 3687 | 4399 | 4301 | 4897 | 6476 | 10977 | 13311 | 14625 | 13751 | 15210 |

| Год       | 1960  | 1970  | 1980  | 1990  | 2000  | 2009  | 2010  | 2011  | 2012  | 2013  | 2014  | 2015  |
| --------- | ----- | ----- | ----- | ----- | ----- | ----- | ----- | ----- | ----- | ----- | ----- | ----- |
| Население | 13213 | 14683 | 14465 | 14859 | 15694 | 15668 | 15555 | 15189 | 15120 | 15137 | 15053 | 15154 |

## Достопримечательности
- Замок Зальцбург